# جان اسپنسر (بازیگر)
جان اسپنسر (انگلیسی: John Spencer؛ ۲۰ دسامبر ۱۹۴۶ – ۱۶ دسامبر ۲۰۰۵) بازیگر آمریکایی بود. وی بین سال‌های ۱۹۶۳ تا ۲۰۰۵ میلادی فعالیت می‌کرد. از فیلم‌هایی که وی در آن نقش داشته‌است می‌توان به صخره، کاپ لند، مذاکره کننده، دور از خانه، حریص، پاریس را فراموش کن و موتوراما اشاره کرد.